# Fabio Parra
Pour les articles homonymes, voir Parra (homonymie).
Parra  Pinto est un nom espagnol. Le premier nom de famille, en général paternel, est Parra ; le second, en général maternel, souvent omis, est Pinto.
Fabio Enrique Parra Pinto, né le 22 novembre 1959 à Sogamoso (département de Boyacá), est un ancien coureur cycliste colombien.

## Biographie
En Colombie, il se fait remarquer très tôt, en remportant le classement du meilleur néophyte du Tour national en 1979. L'année suivante, il gagne une étape de ce même Tour et entre dans les dix premiers du classement général final. En 1981, il le gagne à seulement vingt-deux ans. 
Il participe à la course en ligne des Jeux olympiques de Los Angeles en 1984, où il se classe 21e.
Lorsque est créée la première équipe cycliste professionnelle colombienne (Café de Colombia), il y est tout naturellement intégré (1985). Il arrêtera sa carrière en 1992. Lors de son parcours professionnel, il remportera deux étapes du Tour et, également deux étapes de la Vuelta. Ce sont, d'ailleurs, ses seules victoires sur le circuit européen.
Sa première participation au Tour est remarquable et remarquée en Europe. En 1985, il gagne le classement du meilleur néophyte, termine huitième du classement général final et remporte la douzième étape devant Luis Herrera. Ils réalisent, ce jour-là, le seul doublé colombien lors d'arrivées d'étape sur le Tour. 
Coureur beaucoup plus complet que son compatriote Luis Herrera, il pourra briguer la victoire finale dans les grands Tours auxquels il participera. C'est le cas, sur le Tour 1988 qu'il terminera troisième et plus encore, sur la Vuelta 1989 qu'il finira second, à seulement 35 secondes du vainqueur, Pedro Delgado. Lors de ses huit participations au Tour de France, il finira trois fois dans les huit premiers et achèvera sept fois dans les huit premiers ses Tours d'Espagne. Lors de l'édition 1988, il obtient le premier podium latino-américain et a fortiori colombien gagné sur un Tour de France jusqu'à la deuxième place de Nairo Quintana lors du Tour de France 2013.
En 1992, treize ans après sa première participation, il gagne, durant sa dernière saison cycliste, le Tour de Colombie.
Ses frères cadets Iván et Humberto ont été aussi coureurs cyclistes professionnels.

## Équipes
- Amateur :
  - 1984 :  Leche La Gran Vía (Tour de Colombie[10])
- Professionnelles :
  - 1985 :  Piles Varta - Café de Colombia - Mavic
  - 1986 :  Café de Colombia - Piles Varta - Mavic
  - 1987 :  Piles Varta - Café de Colombia
  - 1988 :  Kelme - Iberia
  - 1989 :  Kelme - Iberia - Varta
  - 1990 :  Kelme - Ibexpress
  - 1991 :  Amaya Seguros
  - 1992 :  Amaya Seguros[11]

## Palmarès
| - 1978 - 2e étape du Tour de Colombie espoirs - 2e du Tour de Colombie espoirs - 1979 - Tour de Colombie espoirs : - Classement général - 3e, 4ea (contre-la-montre) et 4eb étapes - 2e, 4e et 7e étapes du Tour du Costa Rica - 2e du Tour du Costa Rica - 1980 - 8e étape du Tour de Colombie (contre-la-montre) - 1981 - 11e étape du Tour du Táchira - 1re (contre-la-montre) et 6e (contre-la-montre) étapes du Tour d'Uruguay - 4ea étape de la Vuelta a Cundinamarca (contre-la-montre) - Tour de Colombie : - Classement général - 9e étape - 2e du Clásico RCN - 3e du Tour du Táchira - Médaillé de bronze du 100 km contre-la-montre par équipes des championnats panaméricains - 1982 - 11e étape du Tour de Colombie - 2e du Clásico RCN - 2e du Giro della Valsesia - 1984 - Vuelta a Cundinamarca - Vuelta a Antioquia : - Classement général - 2ea étape (contre-la-montre) - 4e étape du Tour de Colombie (contre-la-montre par équipes) - Médaille d'argent de la course en ligne des Championnats panaméricains - 3e du Tour de Colombie - 1985 - Champion de Colombie sur route - Vuelta a Cundinamarca - 1re (contre-la-montre par équipes) et 12e étapes du Tour de Colombie - Tour de France : - Classement du meilleur néophyte - 12e étape - 2e du Tour de Colombie - 5e du Tour d'Espagne - 8e du Tour de France | - 1986 - Clásica de Boyacá : - Classement général - 4ea étape (contre-la-montre) - 8e du Tour d'Espagne - 1987 - Clásico RCN : - Classement général - Prologue et 5e étape (contre-la-montre) - 3e du Tour de Suisse - 6e du Tour de France - 1988 - 12e étape du Tour d'Espagne - 11e étape du Tour de France - 3e du Tour de France - 5e du Tour d'Espagne - 1989 - 2e étape du Clásico RCN (contre-la-montre) - 1re (contre-la-montre par équipes) et 12e étapes du Tour de Colombie - 2e du Clásico RCN - 2e du Tour d'Espagne - 2e du Tour de Colombie - 1990 - 5e du Tour d'Espagne - 5e du Critérium du Dauphiné libéré - 1991 - 14e étape du Tour d'Espagne (contre-la-montre) - 5e du Tour d'Espagne - 1992 - Tour de Colombie : - Classement général - 12e étape (contre-la-montre) - 7e du Tour d'Espagne |

### Résultats sur les grands tours

#### Tour de France
8 participations
- 1985 : 8e du classement général, vainqueur du  classement du meilleur néophyte et de la 12e étape (Morzine - Lans-en-Vercors)
- 1986 : abandon lors de la 4e étape
- 1987 : 6e du classement général
- 1988 : 3e du classement général et vainqueur de la 11e étape (Besançon - Morzine)
- 1989 : abandon lors de la 11e étape
- 1990 : 13e du classement général
- 1991 : abandon lors de la 7e étape
- 1992 : abandon lors de la 8e étape

#### Tour d'Espagne
7 participations
- 1985 : 5e du classement général et meilleur néo-professionnel
- 1986 : 8e du classement général
- 1988 : 5e du classement général et vainqueur de la 12e étape
- 1989 : 2e du classement général
- 1990 : 5e du classement général
- 1991 : 5e du classement général et vainqueur de la 14e étape (contre-la-montre)
- 1992 : 7e du classement général

## Reconversion
Tous les ans, pendant la trêve hivernale, il s'obligera à suivre des cours à l'université de Bogota afin de décrocher un masters en "management et gestion des entreprises". Grâce à celui-ci, il dirige une société spécialisée dans la fabrication d'emballages plastiques alimentaires.